# Мар-Менор
Мар-Менор (исп. Mar Menor, маленькое море) — солёная лагуна в испанской провинции Мурсия, комарке Мар-Менор, на территории 4-х муниципалитетов — Картахена, Лос-Алькасарес, Сан-Хавьер, Сан-Педро-дель-Пинатар.
От моря отделена Ла-Мангой — песчаной косой 22 км длиной и 100—1200 м шириной. При площади 170 км², береговой линии 70 км, кристально чистой воде глубиной не более 7 м её называют «самым большим плавательным бассейном в мире». Лагуна является крупным центром туризма и привлекает любителей водного спорта. Северная часть лагуны заболочена и охраняется согласно положениям Рамсарской конвенции.
В южной части лагуны несколько островов: Исла-Майор, Пердигера, Сьерво, Сухето, Ронделья. Высота Исла-Майора, крупнейшего из них, достигает 104 м над уровнем моря.